# Martin Boissau
Pour les articles homonymes, voir Boissau.
Martin Boissau est un chef-opérateur du son français né le 27 novembre 1960 à Versailles (Yvelines).

## Filmographie (sélection)

### Cinéma
- 2002 : Rachida de Yamina Bachir-Chouikh
- 2003 : Mister V. d'Émilie Deleuze
- 2004 : Le Silence d'Orso Miret
- 2005 : Au suivant ! de Jeanne Biras
- 2006 : Arthur et les Minimoys de Luc Besson
- 2007 : Dans les cordes de Magaly Richard-Serrano
- 2007 : Taxi 4 de Gérard Krawczyk
- 2008 : Taken de Pierre Morel
- 2009 : Arthur et la Vengeance de Maltazard de Luc Besson
- 2009 : 35 rhums de Claire Denis
- 2009 : King Guillaume de Pierre-François Martin-Laval
- 2010 : Simon Werner a disparu... de Fabrice Gobert
- 2010 : Arthur 3 : La Guerre des deux mondes de Luc Besson
- 2011 : Escalade de Charlotte Silvera
- 2012 : La Pirogue de Moussa Touré
- 2012 : Louise Wimmer de Cyril Mennegun
- 2013 : Les Salauds de Claire Denis
- 2013 : La Marche de Nabil Ben Yadir
- 2014 : Loin des hommes de David Oelhoffen
- 2016 : La Fine Équipe de Magaly Richard-Serrano
- 2016 : Frantz de François Ozon
- 2017 : Une vie violente de Thierry de Peretti
- 2017 : K.O. de Fabrice Gobert
- 2018 :  Frères ennemis de David Oelhoffen
- 2024 : La Pampa d'Antoine Chevrollier

### Télévision
- 2010 : Engrenages (série télévisée) (6 épisodes)
- 2012-2015 : Les Revenants (16 épisodes)

## Distinctions

### Nominations
- César 2017 : César du meilleur son pour Frantz